# Philolaus (cráter)

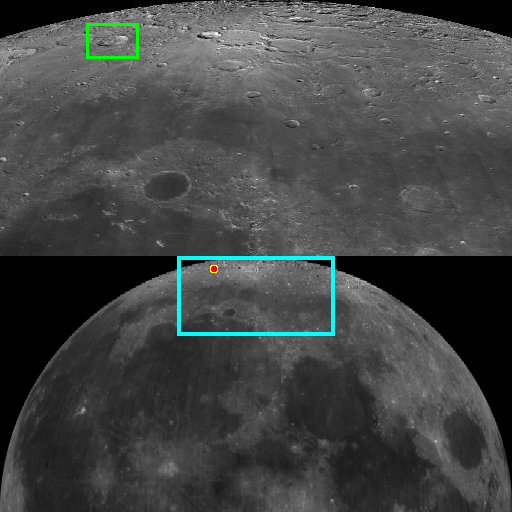
Philolaus sobre el globo lunar

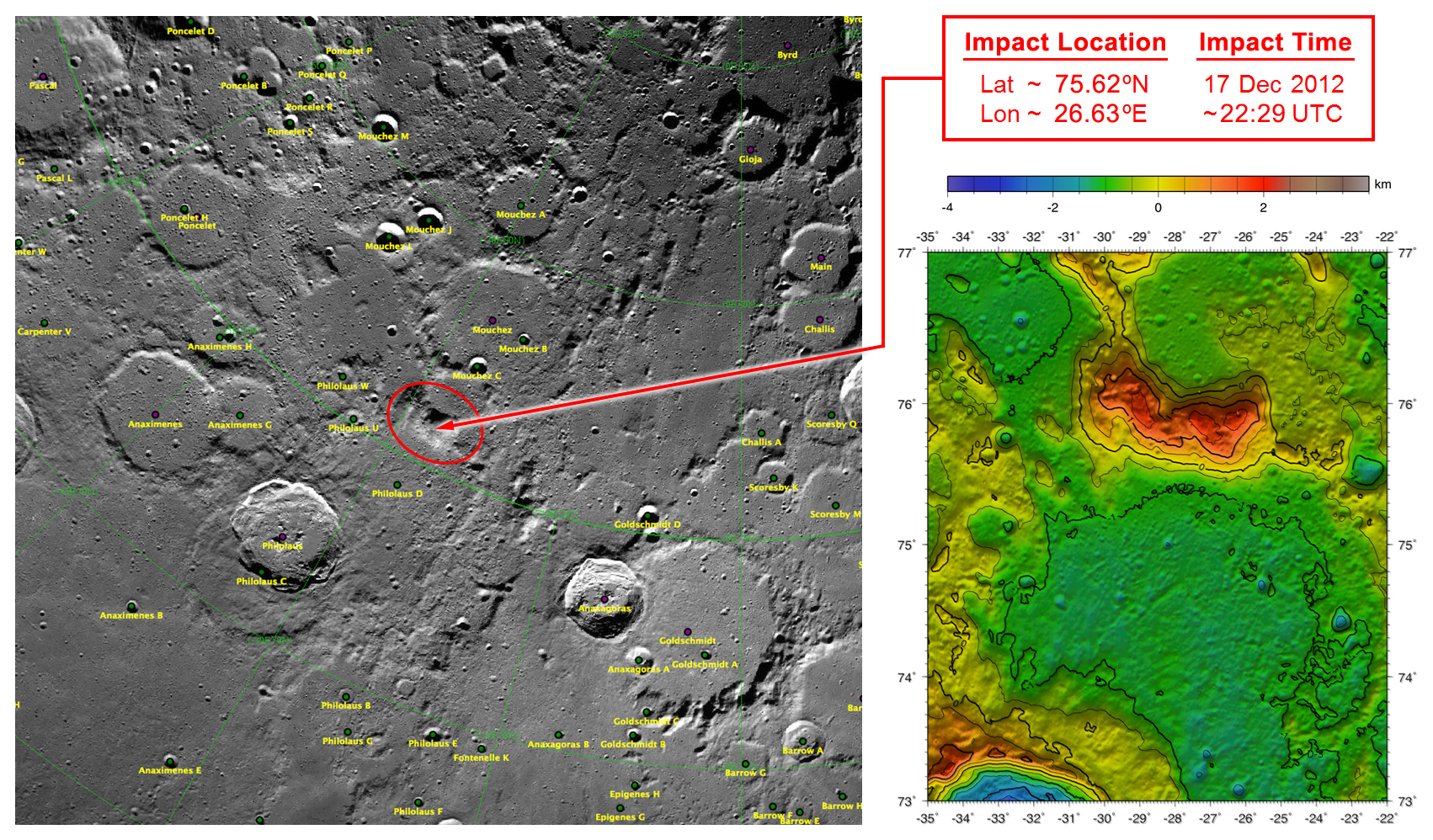
Punto próximo a Philolaus de la colisión programada sobre la superficie lunar de la misión GRAIL (17 de diciembre de 2012)

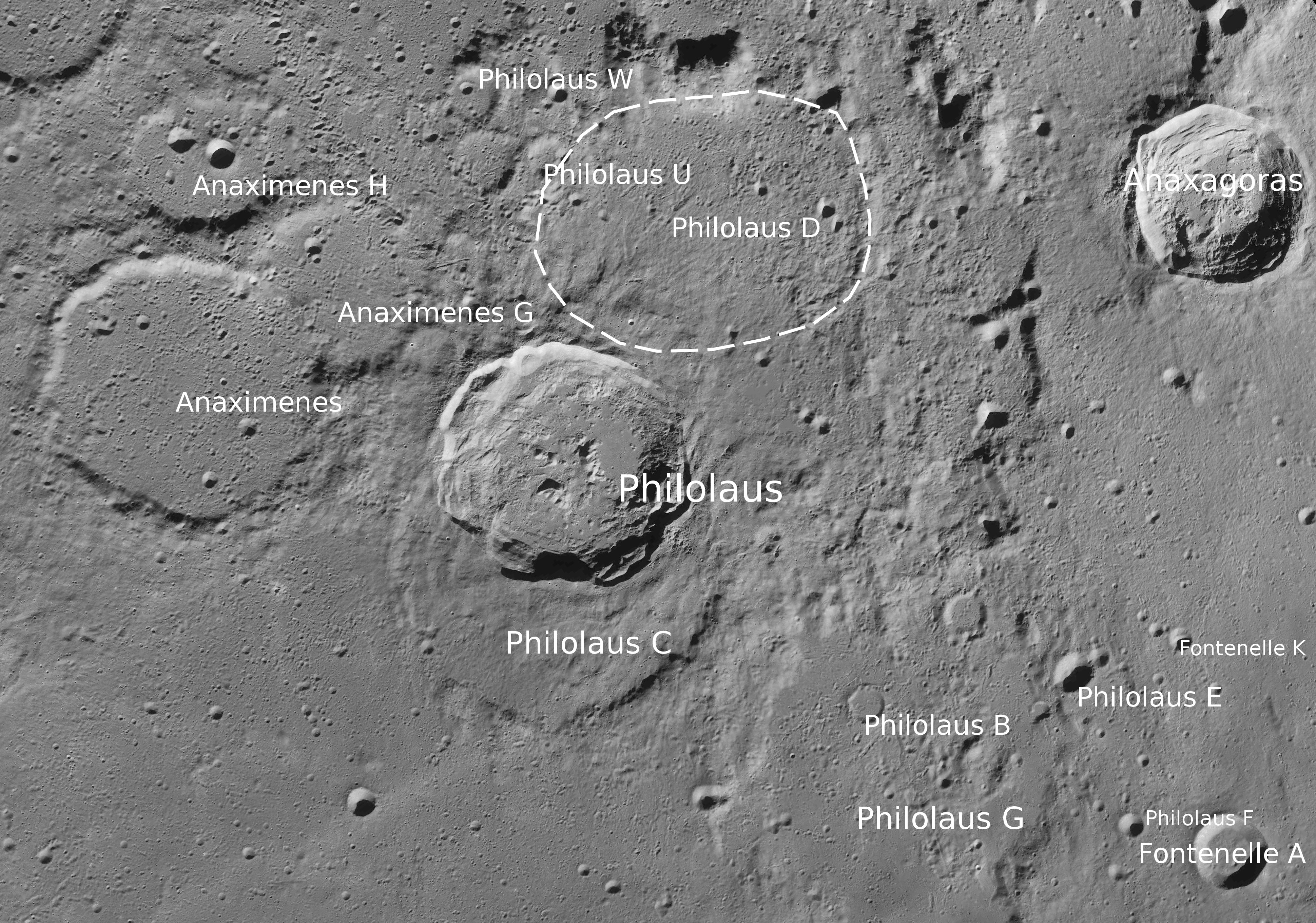
Entorno de Philolaus. Fotografía de la misión LRO

Philolaus es un cráter de impacto que se encuentra en la parte norte de la cara visible de la Luna. Se encuentra a menos de un diámetro de distancia al este-sureste del cráter inundado de lava Anaximenes, y al oeste de Anaxagoras, más pequeño. Se superpone al más antiguo y fuertemente desgastado Philolaus C al sur.
|  |

Este cráter conserva una forma bien definida, que no ha cambiado significativamente desde que se creó originalmente. El perfil del borde exterior es aproximadamente circular, pero con un límite algo irregular que muestra signos de desprendimientos. El desplome más notable se sitúa en un área triangular en el borde este. La pared interna del cráter tiene un sistema complejo de acúmulos aterrazados, con bordes afilados en aquellos lugares en los que se han producido desplomes. En el exterior del brocal presenta una serie de rampas que se extienden en todas direcciones hasta casi una distancia equivalente a la mitad del diámetro del cráter. Philolaus posee un sistema de marcas radiales, y por lo tanto es clasificado como parte del Período Copernicano.
El suelo interior es irregular, con áreas ásperas alrededor del centro y al noreste. Presenta un par de picos más o menos similares al sur y al este del centro. También se localiza un par de crestas más pequeñas desplazadas hacia el noroeste. La parte más plana del suelo interior se halla en el noreste del interior del cráter, careciendo en conjunto de marcas relevantes producidas por otros impactos.
En las inmediaciones de Philolaus se encuentra el punto donde se hicieron estrellar las naves de la misión GRAIL el 17 de diciembre de 2012.

## Cráteres satélite
Por convención estos elementos son identificados en los mapas lunares poniendo la letra en el lado del punto medio del cráter que está más cercano a Philolaus.
|           | \| Philolaus \| Coordenadas \| Diámetro \| \| --------- \| ----------------------------- \| -------- \| \| B \| 69°36′N 24°18′O / 69.6, -24.3 \| 11 km \| \| C \| 71°06′N 32°42′O / 71.1, -32.7 \| 95 km \| \| D \| 73°54′N 27°48′O / 73.9, -27.8 \| 91 km \| \| E \| 69°36′N 18°42′O / 69.6, -18.7 \| 12 km \| \| F \| 68°06′N 18°18′O / 68.1, -18.3 \| 8 km \| \| G \| 69°00′N 23°36′O / 69.0, -23.6 \| 95 km \| \| U \| 75°00′N 33°00′O / 75.0, -33.0 \| 13 km \| \| W \| 75°36′N 35°54′O / 75.6, -35.9 \| 17 km \| |          |
| Philolaus | Coordenadas | Diámetro |
| B         | 69°36′N 24°18′O / 69.6, -24.3 | 11 km    |
| C         | 71°06′N 32°42′O / 71.1, -32.7 | 95 km    |
| D         | 73°54′N 27°48′O / 73.9, -27.8 | 91 km    |
| E         | 69°36′N 18°42′O / 69.6, -18.7 | 12 km    |
| F         | 68°06′N 18°18′O / 68.1, -18.3 | 8 km     |
| G         | 69°00′N 23°36′O / 69.0, -23.6 | 95 km    |
| U         | 75°00′N 33°00′O / 75.0, -33.0 | 13 km    |
| W         | 75°36′N 35°54′O / 75.6, -35.9 | 17 km    |